# Electronic Research Announcements in Mathematical Sciences
Electronic Research Announcements in Mathematical Sciences is een internationaal, aan collegiale toetsing onderworpen open access wetenschappelijk tijdschrift op het gebied van de wiskunde. De naam wordt in literatuurverwijzingen meestal afgekort tot Electron. Res. Announc. M. S. of ERA-MS. Het wordt uitgegeven door het American Institute of Mathematical Sciences. Het tijdschrift is opgericht in 1995 als de Electronic Research Announcements of the American Mathematical Society, en is in 2007 voortgezet onder de huidige naam. Het is een zuiver elektronisch tijdschrift; er bestaat geen gedrukte uitgave.